# Wellenanlage (Schiffbau)

Wellenanlage eines Schiffes aus Innenbordmotor, Antriebswelle, Stevenrohr und Propeller

Die Wellenanlage (engl. marine shaft device) ist die Gesamtheit der Einrichtung zur Übertragung der Drehbewegung und Drehleistung der Antriebsmaschine eines Schiffes oder Boots auf den Propeller sowie zur Aufnahme des Propellerschubs und seiner Überleitung auf den Schiffskörper. Die Wellenanlage kann aus einem oder mehreren parallelen Antriebssträngen bestehen.

## Aufbau
Eine Schiffswellenanlage besteht in der Regel aus der Druckwelle, dem Drucklager, Schottstopfbuchsen, Lauflagern, Zwischenwellen, der eigentlichen Stopfbuchse und der Propellerwelle, auch Schwanzwelle genannt. Weiterhin gehören, je nach Lage des Maschinenraums, Wellenkupplungen (Schalenkupplung) sowie das Stevenrohr (Stevenbuchse) indirekt zum Aufbau einer Wellenanlage.
Bei sehr langen Wellenanlagen umgibt ein begehbarer Wellentunnel beim Durchqueren von Laderäumen oder anderen Schiffsräumen die Wellenanlage.

### Wellenlager
Die eigentliche Welle wird von Lauflagern gehalten. Außer bei kleinen Booten kommen hier meist Gleitlager zum Einsatz. Das hintere Lager, das sogenannte Stevenrohrlager, ist gegenüber dem Seewasser durch eine Stevenrohrdichtung abgedichtet, beispielsweise durch eine Stopfbuchse.
Normalerweise besteht ein Wellenstrang aus einer gerade angeordneten Linie vom Schwungrad des Motors bis zum Propeller. Bei begrenzten Raumbedingungen kann ein Getriebe auch dazu dienen, Winkel- und/oder Höhenversatz auszugleichen (siehe Sportschifffahrt).

### Getriebe
Oft sind Getriebe Bestandteil der Wellenanlage. Diese dienen dazu die Motordrehzahl zu untersetzen, da für einen günstigen Antriebswirkungsgrad Drehzahlen unter 200, wenn möglich sogar unter 100 Umdrehungen pro Minute angestrebt werden. Darüber hinaus haben die Getriebe häufig weitere Abtriebe zum Betreiben von Generatoren oder Pumpen.

## Komplexe Wellenanlagen
Bei komplexen Anlagen, insbesondere im Militärschiffbau, nehmen die Getriebe der Wellenanlage eine zentrale Rolle ein, da hier mehrere Motoren und evtl. Turbinen mit sehr unterschiedlichen Drehzahlen auf eine oder mehrere Wellen geschaltet werden müssen.

## Begriff
Der Begriff der Wellenanlage kommt im Sprachgebrauch erst zur Anwendung, seitdem auch andere Antriebsarten, wie Jetantriebe, Außenbordmotoren, Propellergondeln oder auch Z-Antriebe in Schiffen und Booten verwendet werden, um die Wellenanlage als „klassische“ Antriebsart sprachlich von den anderen Antriebsarten unterscheiden zu können.

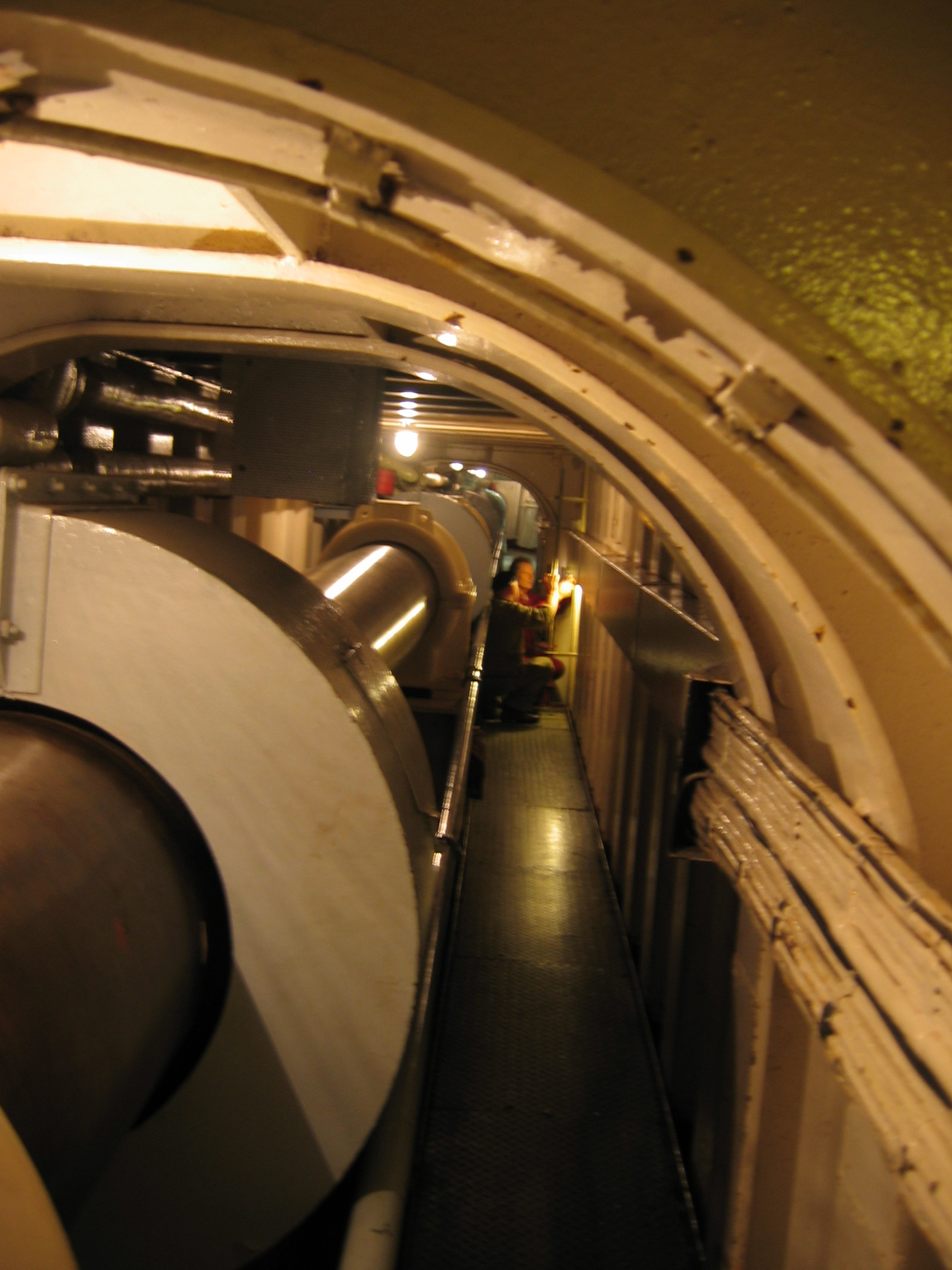
Wellenanlage in einem begehbaren Wellentunnel

## Vor- und Nachteile
Die Mehrzahl aller Schiffe sind mit Wellenanlagen ausgestattet. Die direkte Übertragung der Drehleistung erzeugt nur sehr wenig Leistungsverluste. Nur ca. 1 Prozent der übertragenen Leistung geht über Lagerreibung als Lagerwärme „verloren“. Bei Einfachgetrieben sind die Verluste mit insgesamt 2–3 Prozent immer noch sehr gering. Im Vergleich dazu hat ein Z-Getriebe wie im Schottel-Ruderpropeller mit typisch 5 Prozent deutlich mehr Leistungsverlust.
Die Wellenanlage beinhaltet normalerweise keine Manövrierorgane, wie z. B. Ruder. Andere Antriebssysteme – ohne Wellenanlage – haben die Manövrierfunktion mit integriert (siehe Propellergondel, Voith-Schneider-Antrieb).
Ein Nachteil von direkt wirkenden Wellenanlagen (ohne Kupplung und Umkehrgetriebe) ist die Notwendigkeit des Umsteuerns des Motors für Rückwärtsschub. Ein weiterer Nachteil ist, dass Antriebe mit Wellenanlage dank großem Trägheitsmoment sich durchwegs in einer Richtung drehender Teile einen sehr ausgeprägten Radeffekt aufweisen. Relevant ist das bei Antrieb nur  mit einer Schraube.
Zur Drehrichtungsänderung, dem sogenannten Umsteuern, muss entweder der Motor selbst oder das Getriebe umsteuerbar sein oder der Propeller muss ein Verstellpropeller sein. Das Umsteuern der Motoren ist in der Regel mit hohen Belastungen für den Motor und einem Zeitverzug (durchaus von mehreren Minuten) verbunden. Verstellpropeller und Getriebe zum Umsteuern sind in der Anschaffung teuer.

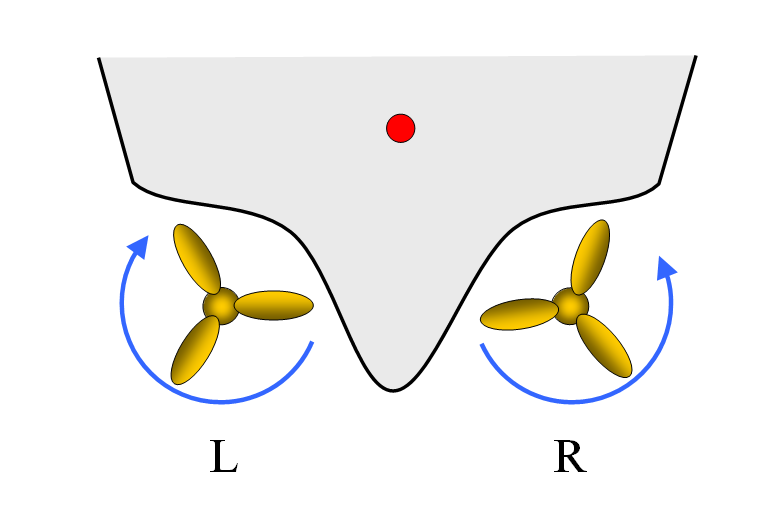

Bei Wellenanlagen mit zwei Propellern wird die Drehrichtung der beiden Propeller so eingestellt, normalerweise gegenläufig, dass nahezu kein Radeffekt auftritt und die Manövrierfähigkeit dadurch wesentlich verbessert werden kann.

## Sportschifffahrt
In der Sportschifffahrt untergliedert sich die Wellenanlage in drei verschiedene Ausführungsformen:
- L-Trieb – der Innenbordmotor überträgt seine Leistung direkt nach achtern über die Antriebswelle zum Propeller, gegebenenfalls über ein Getriebe,
- V-Trieb – der Innenbordmotor überträgt seine Leistung mit einer ersten Antriebswelle nach vorne zu einem Umlenk-Getriebe und von dort nach achtern zum Propeller,
- Saildrive – eine Kompaktanlage, die bei Motor- und Segelyachten mit geringer Antriebsleistung verwendet wird.

## Bilder

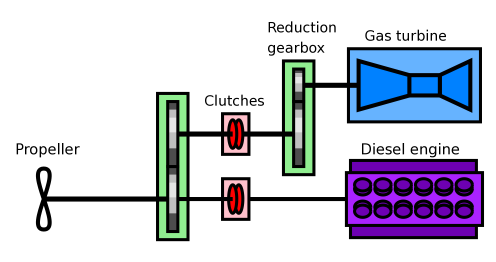
Schema einer CODOG-Anlage
Schema eines L-Antriebs einer Segelyacht
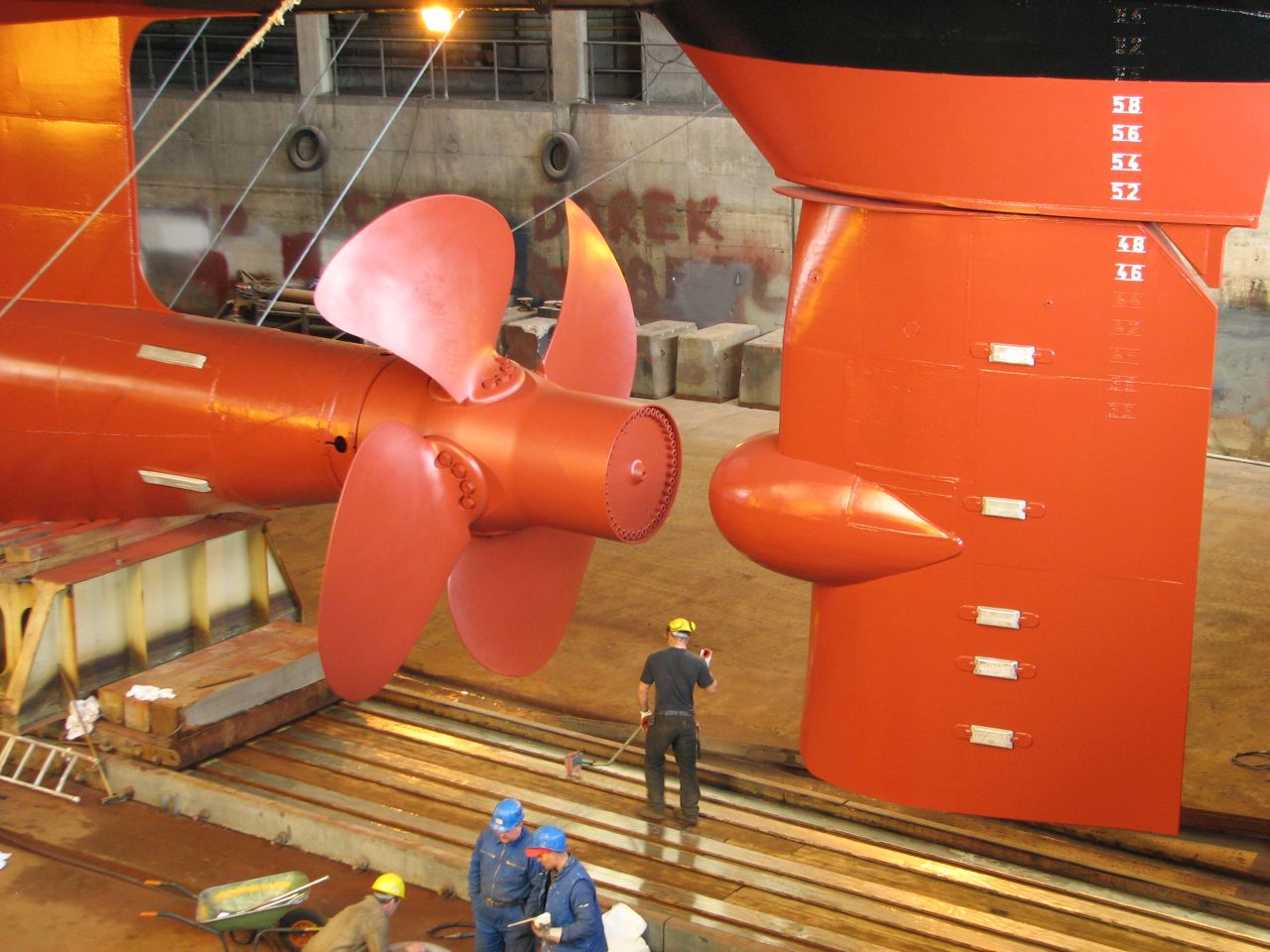
Von außen sichtbarer Teil einer Einwellenanlage an einem Fährschiff

## Antriebe und Wellenanlagen bei Kriegsschiffen
Kriegsschiffe müssen einerseits sparsam betrieben werden können und andererseits Höchstgeschwindigkeiten erreichen. Für diese widersprüchlichen Anforderungen gibt es entsprechend folgende Lösungen:
- CODAD-Antrieb – zwei Dieselmotoren
- CODAG-Antrieb – Dieselmotor für Marschfahrt, plus Gasturbine für Höchstgeschwindigkeit
- CODLAG-Antrieb – Dieselgenerator für Elektromotor, Gasturbine für Höchstgeschwindigkeit
- CODOG-Antrieb – Dieselmotor für Marschfahrt, oder Gasturbine für Höchstgeschwindigkeit
- COGAG-Antrieb – zwei verschiedene Gasturbinen
- COGOG-Antrieb – eine Gasturbine für Marschfahrt, andere Gasturbine für Höchstgeschwindigkeit